# Autostrada A13 (Svizzera)

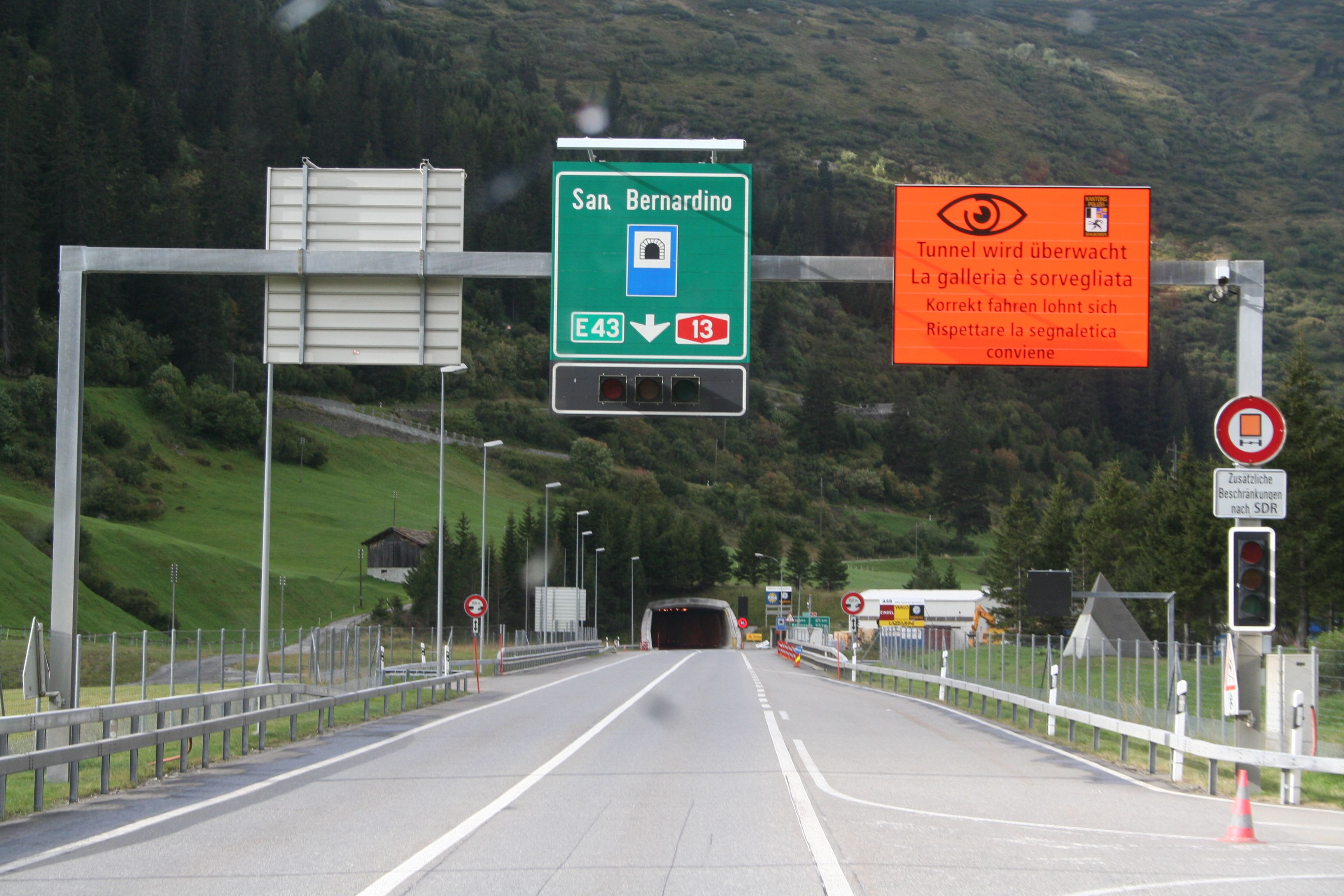
L'entrata del tunnel del San Bernardino

L'autostrada A13 è un'autostrada che percorre da nord a sud l'intera Svizzera orientale, da Sankt Margrethen, cittadina ai confini con l'Austria, fino ad Ascona, sul Lago Maggiore. Il suo tratto alpino più impervio non ha caratteristiche autostradali, bensì semiautostradali (carreggiata unica senza incroci a raso, quasi sempre con un'unica corsia per senso di marcia) ed è comunque sottoposta a pedaggio. È vietata ai pedoni e ai veicoli privi di motore poiché consente limiti di velocità piuttosto elevati, in genere sui 100 km/h.
La A13 comincia come detto a Sankt Margrethen dalla congiunzione con l'A1 e il futuro raccordo autostradale con l'Austria. Prosegue verso sud costeggiando il Reno e il Principato del Liechtenstein. Nei pressi di Sargans si collega all'A3 proveniente da Zurigo. Da qui si entra nel Canton Grigioni lambendone la capitale Coira. Dopo pochi chilometri l'asse viario si riduce a una semi-autostrada. Da questo punto il percorso assomiglia molto di più a una seppur larga e comoda strada di montagna che a una superstrada, essendo permesso il sorpasso invadendo l'opposto senso di marcia non essendoci spartitraffico.
La strada costeggia quindi la cittadina di Splügen, da cui nei mesi estivi si può raggiungere l'omonimo passo di confine con l'Italia. Proseguendo invece lungo la A13 si imbocca il Tunnel del San Bernardino, lungo 6,6 chilometri, da cui si sbuca nella Svizzera Italiana. Discesa la valle Mesolcina con diversi tornanti, poco dopo Mesocco l'arteria riprende la struttura autostradale per una decina di chilometri (limite a 120 km/h) per poi restringersi in particolare a una corsia nella galleria di Roveredo (80 km/h). Termina quindi provvisoriamente il suo percorso immettendosi nell'A2, per il San Gottardo a nord e il confine con l'Italia a sud.
Una seconda tratta comincia presso l'aeroporto di Locarno per terminare, con 2 lunghi tunnel attraverso Locarno e Ascona, a sud di Ascona sul Lago Maggiore.

## Percorso
Percorso: Sankt Margrethen - Buchs - Sargans - Landquart - Coira - Thusis - Splügen - Hinterrhein - San Bernardino galleria e passo - Mesocco - Roveredo - Bellinzona.
Locarno - Ascona.
| San Bernardino - Bellinzona Autostrada del San Bernardino |                                                  |       |         |         |                |
| Tipologia                                                 | Indicazione                                      | ↓km↓  | ↑km↑    | Cantone | Strada europea |
|                                                           | Autostrada A1 San Gallo - Zurigo                 | 0,0   | 188,4   | SG      |                |
| 1                                                         | Sankt Margrethen                                 | ..    | ..      | SG      |                |
| 2                                                         | Au - Dogana per l'Austria                        | ..    | 186,2   | SG      |                |
| 3                                                         | Widnau                                           | ..    | 181,7   | SG      |                |
| 4                                                         | Kriessern - Dogana per l'Austria                 | ..    | 177,2   | SG      |                |
| 5                                                         | Oberriet - Dogana per l'Austria                  | ..    | 169,2   | SG      |                |
| 6                                                         | Sennwald - collegamento con il Liechtenstein     | ..    | 162,1   | SG      |                |
| 7                                                         | Haag - collegamento con il Liechtenstein         | ..    | 158,1   | SG      |                |
| 8                                                         | Buchs - collegamento con il Liechtenstein        | ..    | 153,2   | SG      |                |
|                                                           | Area di servizio "Rheintal"                      | ..    | 150,0   | SG      |                |
| 9                                                         | Sevelen - collegamento con il Liechtenstein      | ..    | 148,6   | SG      |                |
| 10                                                        | Trübbach - collegamento con il Liechtenstein     | ..    | 141,3   | SG      |                |
| 11                                                        | Svincolo Saraganserland Autostrada A3 per Zurigo | ..    | 136,2   | SG      |                |
| 12                                                        | Bad Ragaz                                        | ..    | 131,7   | SG      |                |
|                                                           | Area Servizio "Heidiland"                        |       | ..      | GR      |                |
| 13                                                        | Maienfeld                                        | ..    | 130,0   | GR      |                |
| 14                                                        | Landquart                                        |       | 126,0   | GR      |                |
| 15                                                        | Zizers                                           |       | 119,8   | GR      |                |
| 16                                                        | Coira Nord                                       |       | 114,2   | GR      |                |
| 17                                                        | Coira Sud                                        |       | 110,0   | GR      |                |
| 18                                                        | Reichenau                                        |       | 103,0   | GR      |                |
|                                                           |                                                  |       |         | GR      |                |
| 19                                                        | Bonaduz                                          |       | 101,6   | GR      |                |
| 20                                                        | Rothenbrunnen                                    |       | 95,1    | GR      |                |
| 21                                                        | Thusis Nord                                      |       | 89,2    | GR      |                |
| 22                                                        | Thusis Sud                                       |       | 87,2    | GR      |                |
| 23                                                        | Viamala                                          |       | 84,1    | GR      |                |
| 24                                                        | Zillis                                           |       | 80,1    | GR      |                |
| 25                                                        | Andeer                                           |       | 74,8    | GR      |                |
| 26                                                        | Rofla-Avers                                      |       | 72,5    | GR      |                |
| 27                                                        | Sufers                                           |       | 66,5    | GR      |                |
| 28                                                        | Splügen                                          |       | 62,0    | GR      |                |
| 29                                                        | Medels                                           |       | 60,0    | GR      |                |
| 30                                                        | Nufenen                                          |       | 55,7    | GR      |                |
| 31                                                        | Hinterrhein                                      |       | 52,4    | GR      |                |
| 32                                                        | Passo del San Bernardino                         |       | 51,4    | GR      |                |
|                                                           | Galleria del San Bernardino (6.600m)             |       |         | GR      |                |
| 33                                                        | San Bernardino                                   |       | 43,9    | GR      |                |
|                                                           | Area Servizio "San Bernardino"                   |       |         | GR      |                |
| 34                                                        | Pian San Giacomo                                 | ..    | 34,7    | GR      |                |
| 35                                                        | Mesocco Nord                                     | ..    | 29,7    | GR      |                |
| 36                                                        | Mesocco Sud                                      | ..    | 26,9    | GR      |                |
| 36                                                        | Mesocco                                          | 157,0 | ..      | GR      |                |
|                                                           |                                                  |       |         | GR      |                |
| 37                                                        | Lostallo                                         | 165,0 | 18,8    | GR      |                |
| 37a                                                       | Grono (solo dir. nord)                           | ..    | 10,0    | GR      |                |
| 38                                                        | Roveredo                                         | ..    | 8,7     | GR      |                |
|                                                           |                                                  |       |         | GR      |                |
|                                                           | Galleria (2400m)                                 | ..    | ..      | GR      |                |
|                                                           |                                                  |       |         | GR      |                |
| 39                                                        | Area di servizio "Campagnola" San Vittore        | ..    | 5,2 5,0 | GR      |                |
| 40                                                        | Bellinzona Nord                                  | ..    | 1,1     | TI      |                |
|                                                           | Autostrada A2 San Gottardo - Chiasso             |       | 0,0     | TI      |                |

1. 1 2  Entrata e uscita solo in direzione sud
2. ↑  Entrata e uscita solo in direzione nord

- Limiti di velocità: 120 km/h nelle tratte autostradali; 100 km/h (talvolta 80 km/h sulle parti semi-autostradali).
- Pedaggio: compreso nella vignetta annuale.

## Tangenziale di Locarno

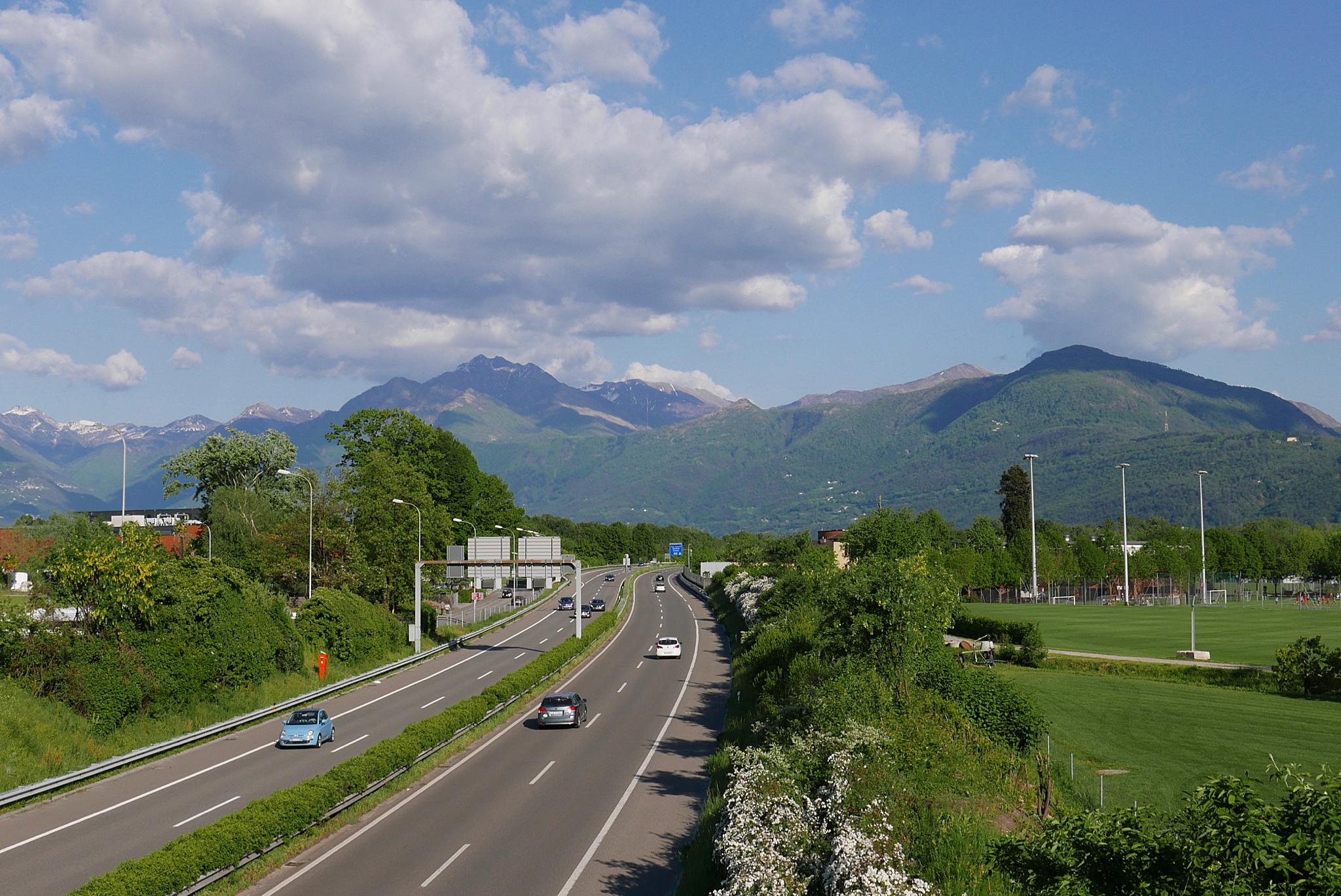
L'A13 vicino Tenero.

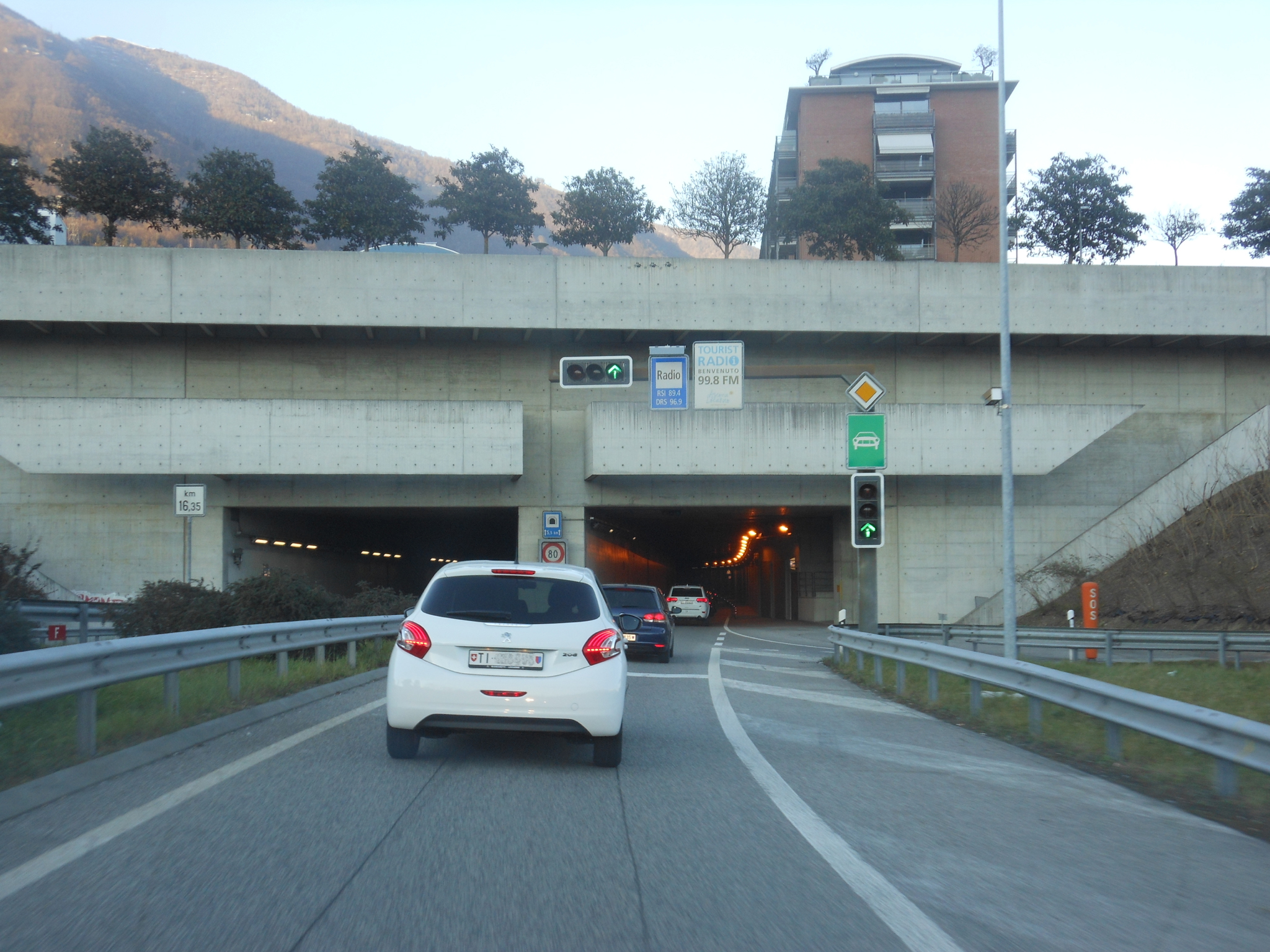
Ingresso lato ovest della galleria Mappo-Morettina.

La sezione di A13 che passa tangente alla cittadina di Locarno ha inizio ad est dell'abitato, da una rotatoria sulla strada cantonale 406, a 10 km dallo svincolo di Bellinzona Sud dell'autostrada A2. La A13 cantonale locarnese è classificata come semiautostrada e dopo un percorso di 9,5 km termina al ponte sul fiume Maggia dove il cambio di segnaletica indica l'inserimento sulla Strada principale 13 per Brissago.
| Tangenziale di Locarno |                                                             |      |      |        |         |
| Tipologia              | Indicazione                                                 | ↓km↓ | ↑km↑ | Strada | Cantone |
|                        | Strada cantonale 406 - Aeroporto di Locarno inizio A13      | 0,0  | ..   | A13    | TI      |
|                        | Valle Verzasca - Gordola - Tenero                           | ..   | ..   | A13    | TI      |
|                        | Orselina - Brione s/M - Muralto - Minusio (solo dir. ovest) | ..   | ..   | A13    | TI      |
|                        | Galleria Mappo-Morettina (5500m)                            | ..   | ..   | A13    | TI      |
|                        | Locarno                                                     | ..   | ..   | A13    | TI      |
|                        | fine A13 Strada principale 13 per Brissago                  | 9,5  | ..   | A13    | TI      |